# 天長島村酒造
天長島村酒造株式会社（てんちょうしまむらしゅぞう）は、和歌山県和歌山市に本社を置く、日本の酒造会社である。創業から現在に至るまで、清酒「天長」を中心に「高野山」「吉宗」などを製造している。

## 概要
1885年（明治18年）創業の老舗蔵元。本社は和歌山県和歌山市本町7-4。社名であり主銘柄でもある「天長」は老子第七章の「天長地久（天は長く地は久し）」より出ている。1914年（大正3年）に朝香宮鳩彦王が和歌山の歩兵第61連隊に赴任し、島村家に住んでいた時、鳩彦王より「天長」と正式に命名された。
1970年（昭和45年）に「純吟」という銘柄の純米吟醸酒を商品化し、現在のように純米酒や吟醸酒などの特定名称酒が世間でそれほど騒がれていなかった時期から新たな商品開発に取り組んでいた。「純吟」をはじめ「熊野路」などのラベルの文字は昭和天皇の侍従長を務めた入江相政によって書かれたものである。
1983年（昭和58年）には清酒「吉宗」を発売。紀州徳川家である徳川吉宗が、自ら質素倹約に努めた食事の中でも毎晩晩酌を欠かさなかったことから、吉宗にあやかって商品化された。1995年（平成7年）にはNHKソフトウェアの依頼から「八代将軍 吉宗」も発売され、ラベルにはNHK大河ドラマ「八代将軍吉宗」での題字をそのまま用いている。
毎年新春には皇室御用達として、清酒「天長」・「純吟」を約半世紀に渡って皇室に献上している。この特別許可を得ているのは全国で数社であり、和歌山県では唯一の酒蔵である。

## 主な商品
天長
- 大吟醸酒
- 純米酒
- 純米吟醸酒
- 本醸造酒

高野山
- 純米酒
- 本醸造酒
- 普通酒

吉宗
- 本醸造酒

八代将軍 吉宗
- 大吟醸酒

純吟
- 純米吟醸酒

熊野路
- 純米酒
- 純米吟醸酒

世界王
- 大吟醸酒
- 純米酒
- 純米吟醸酒
- 本醸造酒

## 沿革
- 1885年（明治18年）11月3日 - 酒造業を創業。
- 1953年（昭和28年）10月29日 - 株式会社組織に改組し、天長島村酒造株式会社に社名制定。

## 脚註・出典
1. 1 2 3 4 5 6 7  和歌山県百年企業表彰　天長島村酒造 株式会社（PDF）　和歌山県　2024年8月11日閲覧